# Balansnerv

Anatomisk ritning av innerörat: 1 balansnerven, 2 hörselnerven, 3 intermediofacialis-nerven, 4 knägangliet, 5 förgrening av facialisnerven, 6 hörselsnäckan, 7 båggångarna, 8 umbo, 9 trumhinnan, 10 örontrumpeten.

Balansnerven (nervus vestibularis) är en del av två delar av kranialnerv VIII (latin: nervus vestibulocochlearis) där den andra delen är hörselnerven. Balansnerven går mellan innerörat och pons och tar emot sensoriska impulser från vestibulum och är en central del i att hålla balans, uppfatta huvudets position samt finjustering av motorik.